# Hampton (Illinois)
Hampton é uma vila localizada no estado americano de Illinois, no Condado de Rock Island.

## Demografia
Segundo o censo americano de 2000, a sua população era de 1626 habitantes.
Em 2006, foi estimada uma população de 1770, um aumento de 144 (8.9%).

## Geografia
De acordo com o United States Census Bureau tem uma área de
4,1 km², dos quais 4,1 km² cobertos por terra e 0,0 km² cobertos por água.

## Localidades na vizinhança
O diagrama seguinte representa as localidades num raio de 8 km ao redor de Hampton.